# صموئيل باركر (قسيس)
صموئيل باركر (بالإنجليزية: Samuel Parker)‏ هو قسيس أمريكي، ولد في 17 أغسطس 1744 في بورتسموث في الولايات المتحدة، وتوفي في 6 ديسمبر 1804 في بوسطن في الولايات المتحدة.